# Jonathan Vila Pereira
Jonathan Vila Pereira (O Porriño, 6 de març de 1986), és un exfutbolista gallec, que ocupava la posició de migcampista.
Format al planter del Celta de Vigo, hi jugà a les categories inferiors des de 2004. Debutà amb el primer equip a la campanya 2006/07, i a partir del 2008 es consolidà al primer equip dels de Balaídos.